# Phonak (cykelhold)
Phonak Cycling Team var et professionelt cykelhold fra Schweiz sponseret af Phonak Hearing Systems. Holdet blev etableret i 2002.
I 2004-sæsonen satsede holdet på amerikaneren Tyler Hamilton og lagde mange resurser ind, for at han skulle vinde Tour de France det år. Hamilton styrtede og kom meget til skade under løbet og måtte trække sig. Senere blev han ekskluderet fra holdet, da han blev testet positiv for doping. Det år blev yderligere fire ryttere ekskluderet pga. doping. 
I 2006-sæsonen var amerikaneren Floyd Landis kaptajn for holdet. Under Tour de France i 2006 gik han til slut af med den sammenlagte sejr. Men det vidste sig, at Landis også var blevet testet positivt for doping, og han blev den 5. august samme år fyret af holdet, efter at også B-prøven viste sig at være positiv. På baggrund af disse dopingskandaler trak Phonak sig som hovedsponsor, og holdet blev opløst.
En anden kendt rytter, som har kørt for Phonak, er Óscar Pereiro Sio, som var med fra 2002 til 2005.
| Cykling | Spire Denne artikel om cykling er en spire som bør udbygges. Du er velkommen til at hjælpe Wikipedia ved at udvide den. |